# Josef Benignus Maus
Josef Benignus Maus (* 13. Februar 1775 in Tengen; † 11. September 1856 in Lemberg) war ein deutscher Hochschullehrer, Professor und Historiker.

## Leben und Familie
Maus wurde 1775 als zweitältester Sohn des Färbers und Landwirts Hans Martin Maus und dessen zweiter Ehefrau (⚭ 7. Oktober 1772) Elisabeth, geborene Auer, in Tengen-Dorf geboren. Josef Benignus hatte fünf Brüder und sechs jüngere Schwestern. Sein Vater und auch Großvater übten das Färberhandwerk aus, ein Beruf, der das damals im Hegau blühende Gewerbe der Leinenweberei ergänzte.
Während seiner Schulzeit wurde die vorderösterreichische Regierung auf Maus aufmerksam und ermunterte ihn zum Studium an der Universität in Wien. Nach seinem dortigen Abschluss wurde Maus als Geschichtslehrer des damaligen Kronprinzen und späteren Kaisers Ferdinand I. an den österreichischen Hof berufen. In Anerkennung seiner Dienste wurde Maus zum Professor der Geschichte an der Universität Lemberg in Galizien in der heutigen Ukraine befördert und später zum Dekan der philosophischen Fakultät und eines Rektors magnificus gewählt.
Verheiratet war Maus mit Maria Radler. Mit ihr hatte er zwei Kinder: Elisabeth Johanna († 22. Oktober 1856) und Maria (* 1820; † 3. November 1840). Die beiden waren mit dem Bruderpaar Peter Baron und Johann Baron Brunicki verheiratet. Marias Tochter, Henriette (1839–1905), heiratete den späteren k. u. k. Oberst Ludwig Freiherr von Wattmann–Maelcamp–Beaulieu (1827–1907).
Als Mitglied der Krakauer Gelehrtengesellschaft, Doktor der Philosophie und kaiserlicher Rat war Maus auch wegen seines offenen, gemütvollen und gesprächigen Verhaltens und seiner Menschlichkeit, besonders aber wegen seines reichen Wissens, bei seinen Studenten ein beliebter und anerkannter Lehrer.
Josef Benignus Maus starb nach langwieriger Krankheit im 81. Lebensjahr in der heute zur Ukraine gehörenden Stadt Lemberg. An seinem Leichenzug „nahmen neben dem Statthalter, dem ganzen Adel und allen Beamten sowie der gesamten Geistlichkeit auch mehrere tausend Menschen aus allen Ständen und Volksklassen teil.“
Ein Großneffe des Josef Benignus Maus war der ebenfalls aus Tengen stammende Ingenieur, Hochschullehrer und technische Fachautor Otto Lueger.

## Werke (Auswahl)
- 1822: Der Pilger von Lemberg; der erste deutsche Kalender, anfangs gemeinsam mit Professor Hüttner, ab 1823 alleiniger Herausgeber
- Mnemosyne (Mitarbeiter)